# Ok Taec-yeon
Ok Taec-yeon (Hangul: 옥택연; hanja: 玉澤演) né à Séoul en Corée du Sud le 27 décembre 1988, connu généralement sous le nom de Taecyeon, est un acteur et le rappeur principal du boys band coréen 2PM.

## Biographie
Ok Taec-yeon est né à Séoul en Corée du Sud mais a émigré aux États-Unis avec ses parents et sa grande sœur à l'âge de 10 ans, plus précisément à Bedford, une petite ville de la banlieue de Boston dans le Massachusetts. Il y vit pendant sept ans avant de retourner en Corée pour continuer ses études. Il étudie au Youngdong High School et les affaires commerciales à l'Université Dankook. Puis il rentre dans une des plus prestigieuses université en Corée : l'Université de Corée, pour y faire une Maîtrise en administration des affaires. Il parle le coréen, l'anglais et le japonais. Issus de Busan, il est aussi familier du dialecte satoori, qu'il a utilisé pour le drama Wonderful Days sur KBS2.

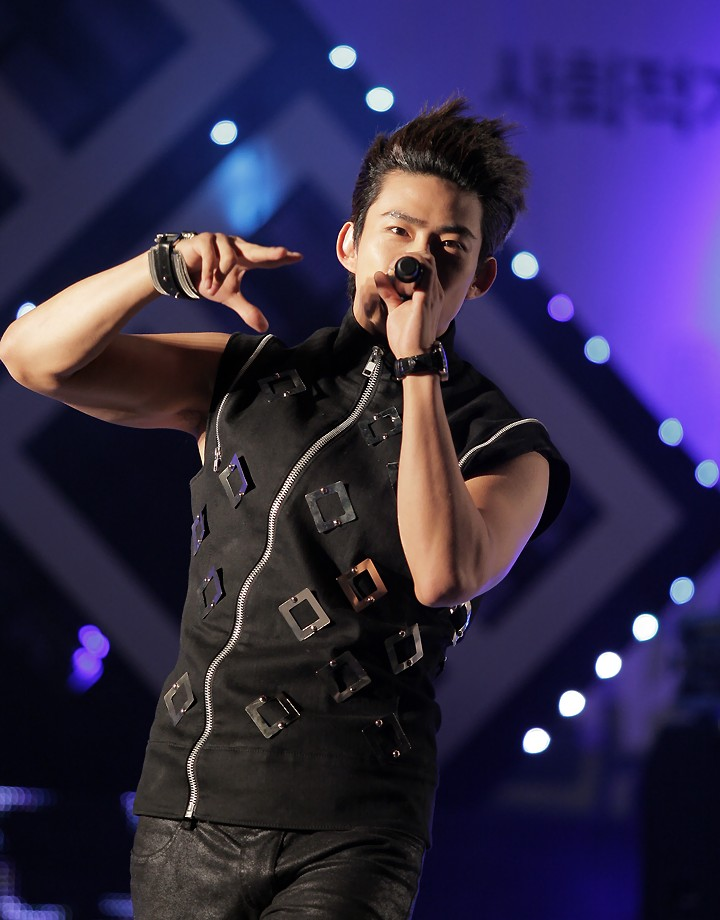
Taecyeon en juillet 2011.

## Carrière
En 2008, Ok Taec-yeon prend part à l'émission Hot Blood Men diffusée sur Mnet qui a pour but de former le nouveau groupe masculin One Day. Il réussira à intégrer le sous-groupe 2PM et débutera le 4 septembre 2008 avec le mini-album Hottest Time Of The Day.
En 2010 Taecyeon entame sa carrière d'acteur en participant au drama coréen Cinderella's Sister de KBS.
En juillet 2018, après la fin de son contrat avec JYP Entertainment, il est annoncé que Taec-yeon a décidé de ne pas le renouveler et de signer un contrat exclusif avec l'agence d'acteur 51K. Malgré son départ, il restera membre du groupe 2PM.
Son rôle de Han-Seuk Jang (장한슥)dans le K-Drama "Vincenzo" sur la plateforme Netflix augmente sa popularité.

## Discographie

### Albums studio
| Année | Titre                       | Détails                                                                                                  | Meilleures positions | Meilleures positions | Ventes               |
| Année | Titre                       | Détails                                                                                                  | JAP                  | JAP Hot              | Ventes               |
| ----- | --------------------------- | --- | -------------------- | -------------------- | -------------------- |
| 2017  | Winter Hitori (Winter 一人) | - Date de sortie : 18 janvier 2017 - Label : Epic Records Japan - Formats : CD, téléchargement numérique | 3                    | 5                    | JAP : plus de 39 896 |

### Bandes-son
| Titre                                                                                 | Année | Meilleure position | Album                       |
| Titre                                                                                 | Année | COR                | Album                       |
| ------------------------------------------------------------------------------------- | ----- | ------------------ | --------------------------- |
| "Dream High" (avec Wooyoung, Kim Soo-hyun et Suzy)                                    | 2011  | 41                 | Dream High OST              |
| "My Valentine" (avec J.Y. Park & Nichkhun)                                            | 2011  | 16                 | Dream High OST              |
| "My Way to You" (너에게 가는 길) (avec Junho)                                         | 2013  | 58                 | 7th Grade Civil Servant OST |
| Marriage Blue (결혼전야) Opening                                                      | 2013  | —                  | Marriage Blue OST           |
| "—" signifie que le morceau ne s'est pas classé ou n'est pas sorti dans cette région. |       |                    |                             |

## Filmographie

### Dramas
| Année | Titre                                    | Rôle                     | Notes           | Chaîne  |
| ----- | ---------------------------------------- | ------------------------ | --------------- | ------- |
| 2010  | Cinderella's Sister                      | Han Jung-woo             | Rôle principal  | KBS2    |
| 2011  | Dream High                               | Jin Gook / Hyun Shi-hyuk | Rôle principal  | KBS2    |
| 2011  | Boku to Star no 99 Nichi                 | Tae-sung                 | Rôle de soutien | Fuji TV |
| 2013  | Who Are You?                             | Cha Gun-woo              | Rôle principal  | tvN     |
| 2014  | Wonderful Days                           | Kang Dong-hee            | Rôle principal  | KBS2    |
| 2015  | Assembly                                 | Kim Kyu-hwan             | Rôle principal  | KBS2    |
| 2016  | Bring it ghost : let's fight ghosts      | Park Bong-Pal            | Rôle principal  | TVN     |
| 2017  | Save Me                                  | Han Sang-hwan            | Rôle principal  | OCN     |
| 2020  | The Game: Towards Zero                   | Kim Tae-pyung            | Rôle principal  | MBC     |
| 2021  | Vincenzo                                 | Jang Jun-woo             | Rôle principal  | tvN     |
| 2021  | Tale of Secret Royal Inspector and Jo Yi | Ra Yi-eon                | Rôle principal  | tvN     |
| 2022  | Blind                                    | Ryu Sung Joon            | Rôle principal  | OCN     |

### Film
| Année | Titre                    | Rôle          | Studio                                  |
| ----- | ------------------------ | ------------- | --------------------------------------- |
| 2013  | Marriage Blue            | Won-chul      | Soo Film                                |
| 2017  | House of the Disappeared | Prêtre Choi   | Zion Entertainment                      |
| 2021  | Hansan                   | Im Joon Young | Lotte Entertainment, Big Stone Pictures |

- 2022 : Hansan : La Bataille du dragon (한산: 용의 출현) de Kim Han-min : Lim Jun-young

## Récompenses et nominations
| Année | Récompense                | Catégorie                                                 | Nomination                | Résultats  |
| ----- | ------------------------- | --------------------------------------------------------- | ------------------------- | ---------- |
| 2010  | 2010 KBS Drama Awards     | Meilleur espoir Masculin                                  | Cinderella's Sister       | Nomination |
| 2010  | 2010 KBS Drama Awards     | Personnalité Populaire                                    | Taecyeon                  | Nomination |
| 2011  | 47th Baeksang Arts Awards | Meilleur Espoir Masculin (TV)                             | Taecyeon                  | Nomination |
| 2011  | 47th Baeksang Arts Awards | Acteur le plus Populaire (TV)                             | Taecyeon                  | Nomination |
| 2011  | Mnet 20's Choice Awards   | Best Sixpack (?)                                          | NA                        | Nomination |
| 2011  | 3rd Bugs Music Awards     | Bande Originale de l'Année avec Nichkhun & Park Jin Young | My Valentine              | Lauréat    |
| 2011  | 2011 KBS Drama Awards     | Meilleur Couple avec Suzy                                 | Dream High                | Nomination |
| 2011  | Mnet Media Awards         | Grand et fort, Célébrités Populaires                      | Taecyeon                  | Lauréat    |
| 2012  | Seoul Drama Awards        | Bande Originale                                           | Dream High                | Nomination |
| 2014  | 50th Baeksang Arts Awards | Acteur le plus Populaire (Film)                           | Marriage Blue             | Nomination |
| 2014  | 50th Baeksang Arts Awards | Acteur le plus Populaire (TV)                             | Wonderful Days (Série TV) | Nomination |
| 2014  | 3rd APAN Star Awards      | Prix d'Excellence, Acteur dans un drama                   | Wonderful Days (Série TV) | Nomination |
| 2014  | 2014 KBS Drama Awards     | Prix d'Excellence, Acteur dans un drama                   | Wonderful Days (Série TV) | Nomination |

### Sources
- (en) Cet article est partiellement ou en totalité issu de l’article de Wikipédia en anglais intitulé « Ok Taecyeon » (voir la liste des auteurs).

- (ko) Cet article est partiellement ou en totalité issu de l’article de Wikipédia en coréen intitulé « 택연 » (voir la liste des auteurs).